# جورج مالوري
جورج هربرت لي (بالإنجليزية: George Mallory) (18 يونيو 1886-8 أو 9 يونيو 1924) متسلق الجبال الإنجليزي من ضمن الذين شاركوا في أول ثلاث بعثات بريطانية لاستكشاف جبل ايفرست في في وقت مبكر من 1920s .
خلال رحلة الاستكشاف في ال 1924 البريطانية لجبل ايفرست ، مالوري وشريكه المتسلق أندرو «ساندي» ايرفين اختفيا كلاهما على الحافة الشمالية الشرقية أثناء محاولتهم للصعود الأولى لأعلى جبل في العالم. كانت آخر مرة شوهد فيها الاثنين عندما كانوا على ارتفاع حوالي 800 قدم عمودي (245m) من القمة.
وكان مصير مالوري النهائي غير معروف لمدة 75 عاما، حتى تم اكتشاف جثته في 1 مايو 1999 من قبل الحملة التي شرعت في البحث عن رفات المتسلقين.

## روابط خارجية
- جورج مالوري على موقع IMDb (الإنجليزية)
- جورج مالوري على موقع الموسوعة البريطانية (الإنجليزية)
- جورج مالوري على موقع إن إن دي بي (الإنجليزية)
- جورج مالوري على موقع قاعدة بيانات الفيلم (الإنجليزية)
- جورج مالوري على موقع أوليمبيديا (الإنجليزية)